# Кућа у ул. Проте Матеје 9 у Зајечару
Кућа у Улици Проте Матеје 9 налази се у Зајечару у центру града и изграђена је 1926. године, а под заштитом државе је од 1983. године.

## Изглед и архитектура
Кућа се састоји од подрума и приземља са једноставним распоред просторија. Објекат у својој основи има облик ћириличног слова „Г“. Кров је мансардан и кулминира декоративном осмоугаоном куполом, која даје најјачи утисак овом некада раскошном задњу. Кров красе и китњасти прозори са елементима тимпанона и волутама. Изнад дворишта је ограда у облику балустраде. Кућа је загасито окер боје, а фасада је прекривена вештачким каменом. Испод крова води венац који надвисује фриз формиран од преплитања. Прозорски оквири украшени су маскама или стилизованим приказима биљака. Неколико пиластра са плитким јонским капителима такође испреплићу фасаде на улици. Кућа поседује елементе француске архитектуре, што није нелогично, имајући у виду величање француске културе у Србији након Првог светског рата.Унутар просторија јављају се још и гипсане декорације на зидовима и плафонима.

## Кућа данас
Кућа је у лошем стању, јер није одржавана. Кров је пропао на неким местима. 